# Sanquette
La sanquette (sanqueta en occitan; également appelée sanguette, sanquet, sanguet ou sanglette) est une préparation culinaire d'un gros quart Sud-Ouest de la France, de la Gascogne à l'Auvergne, à base de sang. Elle est préparée au moment même de l'abattage de la volaille ou de l'agneau par une saignée.

## Préparation
Le sang est récupéré sous l'animal en touillant dans un récipient plat garni d'un peu de vinaigre pour ralentir la coagulation, d'ail, d'oignons doux, de persil, de morceaux de ventrèche, de sel et de poivre. Une fois le sang caillé, la galette obtenue est frite à la poêle, puis consommée bien chaude.

## Consommation
À la manière de la « tue-cochon » (« la tuada ») qui rassemble la famille, les amis, les voisins, la consommation de la sanquette peut clore un travail d'abattage et de préparation en série.